# Campionatul Național de Fotbal al României 1925-1926
Sezonul 1925-1926 al Campionatului Național a fost cea de-a 14-a ediție a Campionatului de Fotbal al României. Chinezul Timișoara a devenit campioană pentru a cincea oară în istoria sa, extinzându-și recordul de titluri cucerite. Au avut loc 14 turnee regionale, dintre care doar 11 își trimiteau câștigătoarele în faza națională, fără Brăila, Constanța și Galați.

## Faza națională

### Runda preliminară
| 13 iunie 1926 | Stăruința Oradea | 4 – 3 | Olimpia Satu Mare | Oradea |
| 13 iunie 1926 |                  |       |                   | Oradea |

| 20 iunie 1926 | Juventus București | 4 - 1 | Craiu Iovan Craiova | Romcomit, București |
| 20 iunie 1926 |                    |       |                     | Romcomit, București |

| 20 iunie 1926 | AMEF Arad | 3 - 1 | Victoria Cluj | Arad |
| 20 iunie 1926 |           |       |               | Arad |

### Sferturile de finală
| 27 iunie 1926 | SG Sibiu | 1 - 3 | Juventus București | Sibiu |
| 27 iunie 1926 |          |       |                    | Sibiu |

| 29 iunie 1926 | AMEF Arad | 3 - 0 | Colțea Brașov | Arad |
| 29 iunie 1926 |           |       |               | Arad |

| 11 iulie 1926 | Stăruința Oradea | 0 - 5 | Chinezul | Oradea |
| 11 iulie 1926 |                  |       |          | Oradea |

| 12 iulie 1926 | Hakoah Cernăuți | 0 - 1 | Fulgerul Chișinău | Cernăuți |
| 12 iulie 1926 |                 |       |                   | Cernăuți |

### Semifinale
| 18 iulie 1926 | AMEF Arad              | 2 – 5 | Chinezul                                  | Arad Arbitru: dr. Teofil Morariu (Oradea) |
| 18 iulie 1926 | Teleki 52' Auer II 54' |       | Semler 10', 50', 75' Wetzer 18' Matek 72' | Arad Arbitru: dr. Teofil Morariu (Oradea) |

| 18 iulie 1926 | Juventus București     | 2 – 2 | Fulgerul Chișinău        | Romcomit, București Arbitru: Lajos Nagy (Cluj) |
| 18 iulie 1926 | Brauchler 22' Dobo 75' |       | Ludwig 44' Strock II 89' | Romcomit, București Arbitru: Lajos Nagy (Cluj) |

Rejucare
| 20 iulie 1926 | Juventus București             | 4 – 1 | Fulgerul Chișinău | Romcomit, București Arbitru: Lajos Nagy (Cluj) |
| 20 iulie 1926 | Moretti Cristescu Dobo Moretti |       | Osslenay          | Romcomit, București Arbitru: Lajos Nagy (Cluj) |

### Finala
| 1 august 1926 | Chinezul                         | 3 – 0 | Juventus București | Banatul, Timișoara Spectatori: 3.000 Arbitru: dr. Teofil Morariu (Oradea) |
| 1 august 1926 | Tanzer ?' (pen.) Semler 70', 73' |       |                    | Banatul, Timișoara Spectatori: 3.000 Arbitru: dr. Teofil Morariu (Oradea) |

| Câștigătorii Campionatului Național ediția 1925/1926 |
| ---------------------------------------------------- |
| Chinezul Timișoara Al 5-lea Titlu                    |